# شاهرخ نجفی
شاهرخ نجفی اجارستاقی (زاده ۱۴ اسفند ۱۳۸۰ در ساری) کاراته‌کا اهل ایران است. نجفی ملی پوش تیم ملی کاراته ایران و عضو تیم باشگاهی میهن آریو در سوپر لیگ کاراته کشور است. Shahrokh Najafi

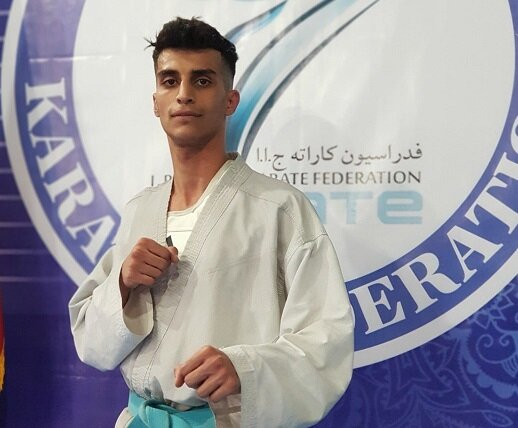
شاهرخ نجفی ملی پوش کاراته ایران

## زندگی‌نامه
شاهرخ نجفی اهل روستای اجارستاق شهرستان ساری از استان مازندران است وی ورزش کاراته را از ۶ سالگی شروع کرده و از ۱۰ سالگی به صورت حرفه ایی وارد این ورزش شده است مربی وی نریمان ضامنی است.

## عملکرد باشگاهی
تیم‌های باشگاهی شاهرخ نجفی به ترتیب
- آکادمی نریمان
- جاویدان مشهد
- مقاومت تهران
- میهن آریو (از سال ۱۴۰۲–)

## دستاوردها
- ۴ مدال انتخابی تیم ملی کاراته کشور
- ۴ مدال کاراته وان
- ۲ دوره رنکینگ ۳ و ۴ در رده جوانان و امید کشور
- مدال طلا مسابقات المپیاد دانشجویان کشور

## نگارخانه

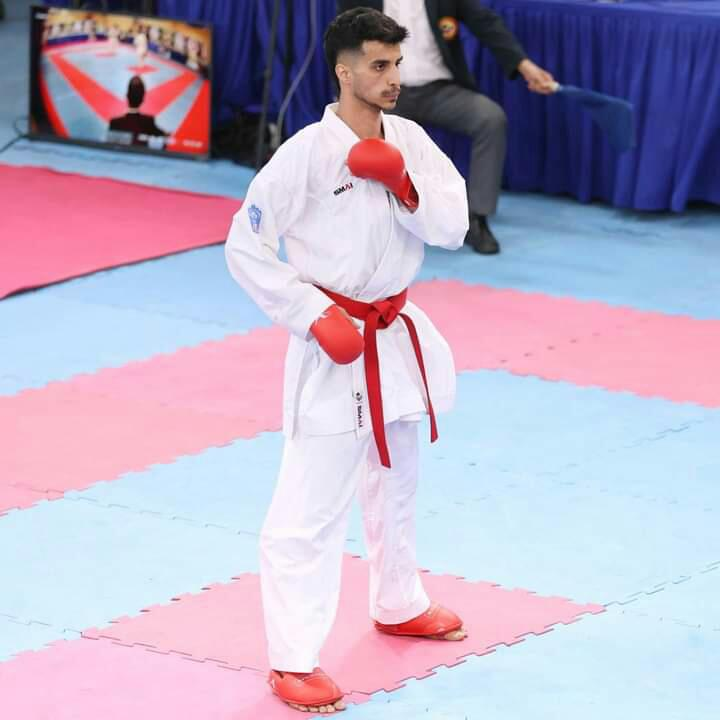

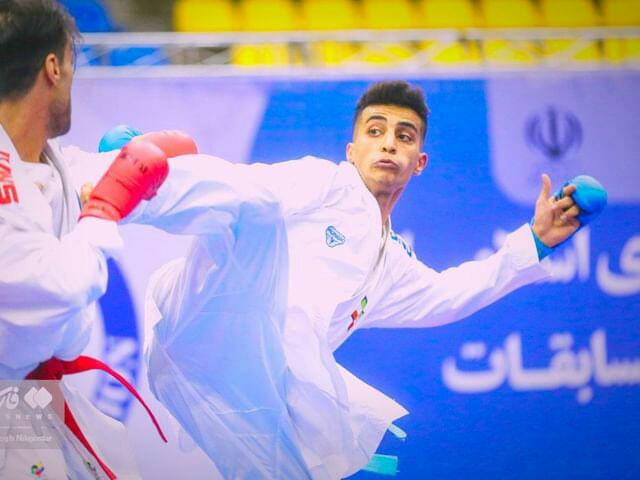